# Chorisandrachne diplosperma
Chorisandrachne diplosperma är en emblikaväxtart som beskrevs av Airy Shaw. Chorisandrachne diplosperma ingår i släktet Chorisandrachne och familjen emblikaväxter. Inga underarter finns listade i Catalogue of Life.